# Flügel (Bern)
Die Familie Flügel ist eine Berner Familie, die seit 1625 das Burgerrecht der Stadt Bern besitzt. Die Familie stammt ursprünglich aus Bad Buchau und gehört der Gesellschaft zu Ober-Gerwern an. Erloschene Zweige blühten auf der Gesellschaften zu Pfistern und Mohren. Stammvater ist der Bäcker Wilhelm Flügel (um 1590–?), der 1625 das bernische Burgerrecht erlangte. Angehörige der Familie Flügel dienten der Stadt Bern als Geistliche oder in nachgeordneten Funktionen (Schaffner, Weibel, Einlässermeister, Sigrist, Feuerschauer).

## Familienmitglieder
- Samuel Flügel[3] (1669–1737), Bäcker, Schaffner im Frienisberghaus
- Karl Wilhelm Flügel[1] (1788–1857), eidgenössischer Oberfeldarzt
- Samuel Albrecht Flügel[4] (1808–1882), Helfer zu Heimenschwand, Pfarrer in Belp
- Franz Abraham Samuel Flügel[5] (1795–1872), Pfarrer in Wynau
- Rudolf Albrecht Flügel[6] (1838–1904), Pfarrer in Affoltern, Pfarrer in Belp